# Flugplatz Fricktal-Schupfart

i7
i11
i13

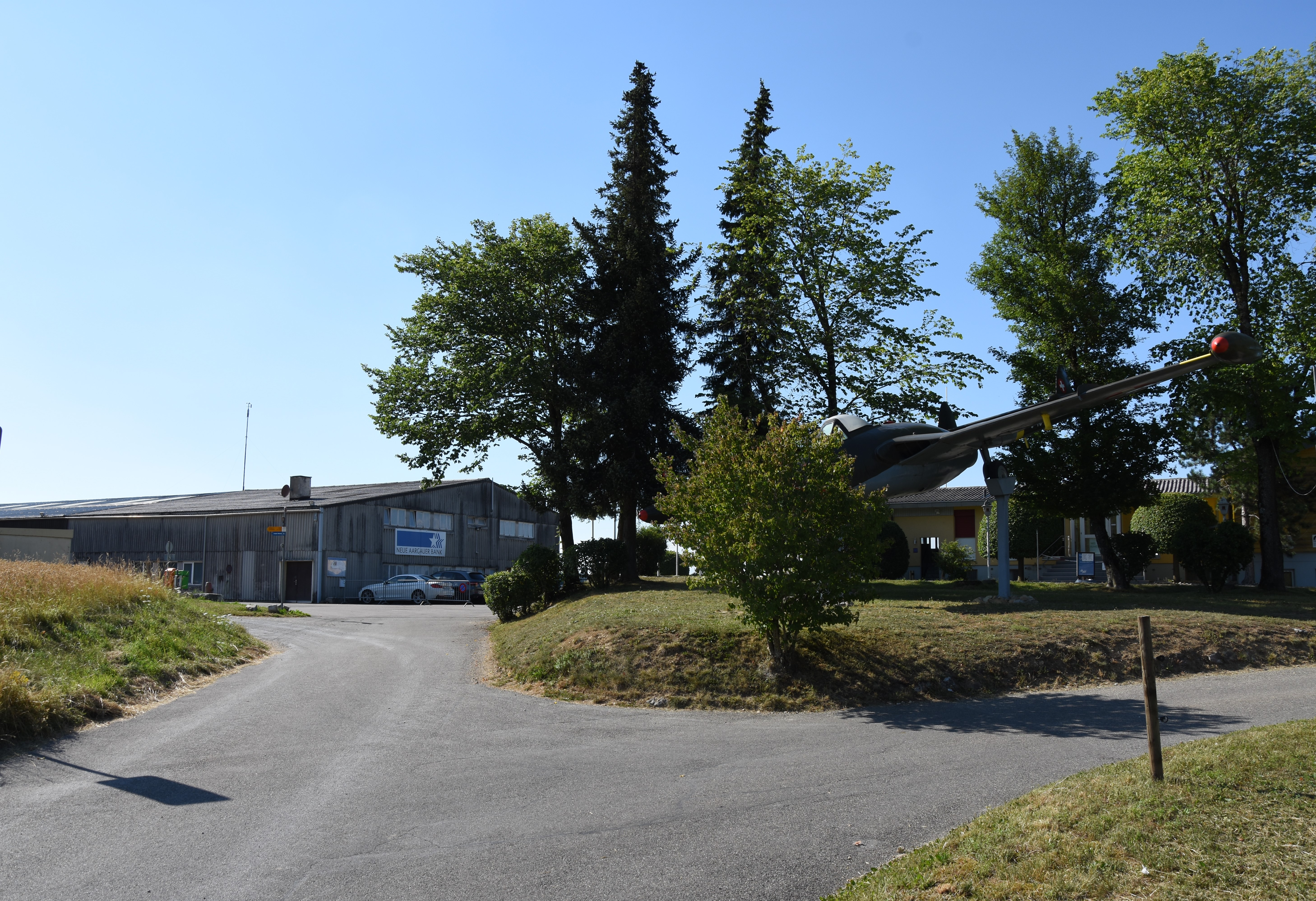
Zufahrt zum Flugplatz

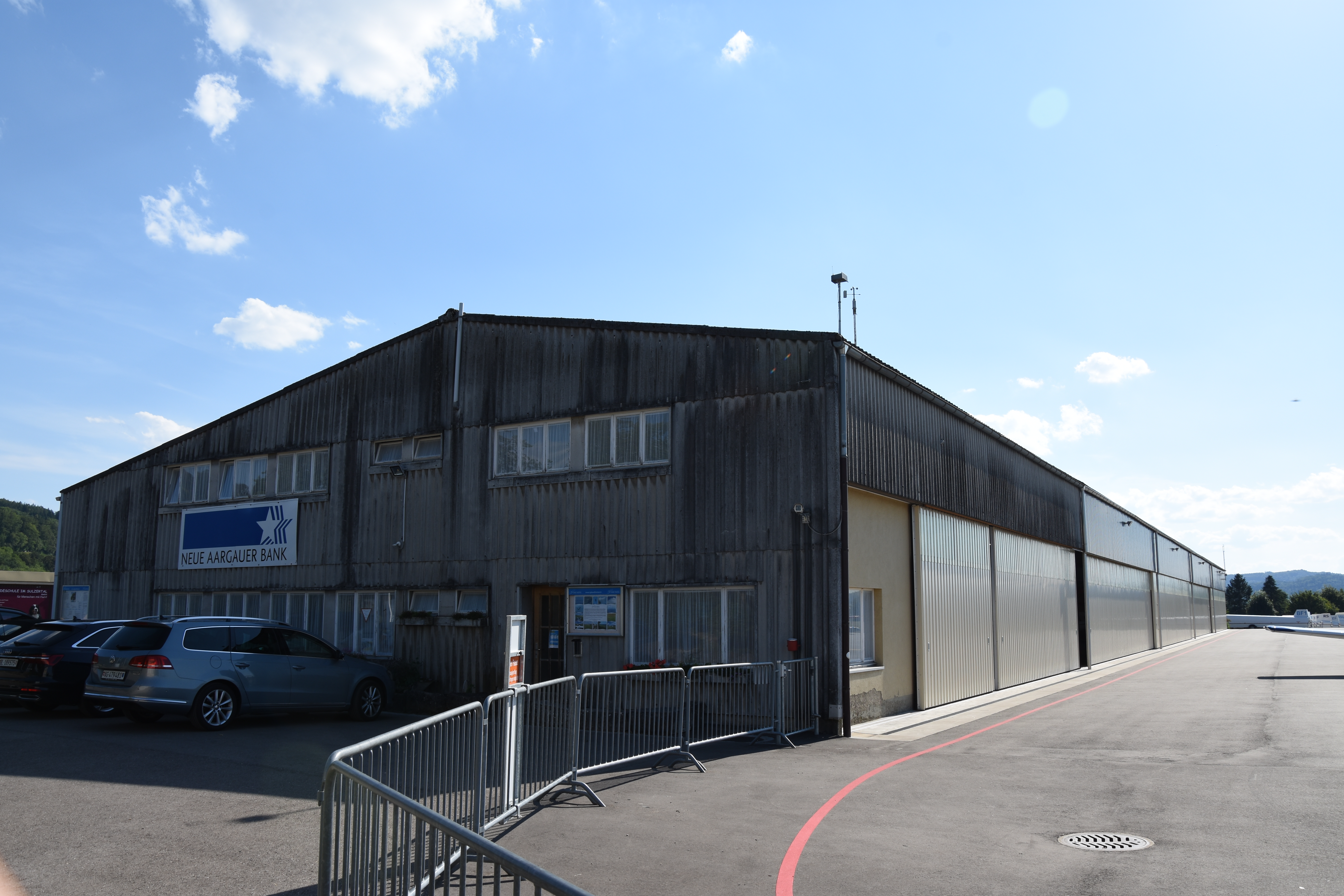
Hangar Flugplatz Fricktal

Der Flugplatz Fricktal-Schupfart (ICAO-Code LSZI) ist ein Flugplatz im Aargauer Fricktal. Er liegt auf 545 M. ü. M. zwischen den Dörfern Schupfart und Wegenstetten und besitzt zwei parallele Graspisten.

## Geschichte

### Die Anfänge
Am 17. Januar 1936 wurde die Segelfluggruppe Fricktal gegründet. Bei der Kiesgrube von Eiken und auf der Krete von Oedenholz bei Mettau wurden mit einem selbstgebauten Zögling und einer Autowinde Windenstarts durchgeführt. Als mit dem Beginn des Zweiten Weltkriegs ein Flugverbot in Grenznähe verhängt wurde, bedeutete dies das Ende der fliegerischen Aktivitäten. Der Verein löste sich daraufhin auf.

### Der Vorläufer im Sisslerfeld
Nach dem Krieg, am 16. Dezember 1947, wurde die Motorfluggruppe Fricktal gegründet. Das Ziel war, Land für die Errichtung und den Betrieb eines Flugplatzes zu pachten oder zu kaufen. Schliesslich konnte auf dem Sisslerfeld ein geeignetes Areal erworben und zu einem Flugfeld ausgebaut werden. (Sisslerfeld heisst die Rheinebene zwischen den Gemeinden Sisseln und Stein-Säckingen.)
Um Zugang zu den finanziellen Fördergeldern der Sport-Toto-Gesellschaft zu erhalten, wurde am 9. August 1951 die Segelfluggruppe Fricktal erneut gegründet. In der Folge wurden auf dem Areal Motor- und Segelflug nebeneinander durchgeführt.

### Der heutige Flugplatz auf dem Tägertli
Als in den 50er Jahren die Chemiefirma Hoffmann-La Roche plante, einen Teil der Produktion ins Sisslerfeld zu verlegen, war klar, dass der Flugplatz der Industrialisierung würde weichen müssen. Die Stilllegung war auf 1965 terminiert. Deshalb musste ein Ersatzgelände gefunden werden.
Ein erstes Projekt bei Wallbach scheiterte am Widerstand der Gemeinde und des Kantons. Schliesslich wurde auf dem «Tägertli», einem Hochplateau zwischen Schupfart und Wegenstetten, ein geeignetes Gelände gefunden. Zwei Drittel des Geländes konnte gekauft, der restliche Drittel von der Gemeinde Schupfart langfristig gepachtet werden. Das Gelände wurde planiert und mit einer Humusschicht aufgeschüttet. Dabei blieb die Wölbung des Hügels erhalten, was dem Flugplatz ein charakteristisches Pistenprofil gibt.
Am 6. November 1966 erteilte das Eidg. Luftamt die Betriebsbewilligung.

## Heutige Nutzung
Auf dem Flugplatz wird Motor- sowie Segelflug betrieben. Es sind die Motorfluggruppe Fricktal sowie die Segelfluggruppe Basel Fricktal beheimatet, die jeweils eine Flugschule zur Pilotenausbildung betreiben.

### Motorflug
Die Motorfluggruppe Fricktal (MFGF) hat rund 180 Aktivmitglieder und zahlreiche nichtfliegende Mitglieder. Das Vereinsleben beruht auf ehrenamtlicher Arbeit in verschiedenen Bereichen des Unterhalts, der Technik und der Administration. Dies sind zum Beispiel der Flugplatzleiter und Bürodienst an Wochenenden und Feiertagen, die Passagierflugpiloten, die jeweiligen Stellvertretungen dieser Ämter, sowie dem Vorstand und dessen Kommissionen. Die Mitglieder stellen ihre Schaffenskraft dem Verein unentgeltlich zur Verfügung und erhalten damit das Vereinsvermögen.
Der Verein ist ebenfalls Arbeitgeber für spezielle Aufgaben wie die Geschäftsleitung, die Leitung der Motorflugschule sowie die Koordination und Organisation des Flugbetriebs.
Die MFGF unterhält eine Flugzeugflotte von 8 Vereinseigenen Flugzeugen und betreibt die Motorflugschule Fricktal nach den Vorschriften des Bundesamts für Zivilluftfahrt (BAZL) und der Europäischen Agentur für Flugsicherheit (EASA).

### Segelflug
Die Segelfluggruppe Basel Fricktal (SGBF) ist aus dem Zusammenschluss der SG beider Basel und SG Fricktal im Frühjahr 2013 entstanden, welche zuvor beide als eigenständige Fluggruppen ihren Sitz auf dem Flugplatz hatten. Die Fluggruppe hat rund 90 Aktivmitglieder, sowie zahlreiche Passivmitglieder, und unterhält neben rund 20 Segelflugzeugen auch einen Motorsegler und zwei Schleppflugzeuge. Die SGBF betreibt zudem eine eigene Flugschule nach den Vorschriften des Bundesamts für Zivilluftfahrt (BAZL) und der Europäischen Agentur für Flugsicherheit (EASA).